# Госпитальеры Святого Духа

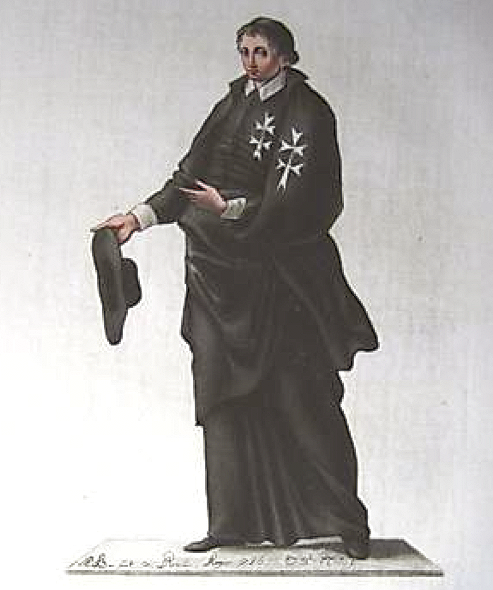
Госпитальер Святого Духа, литография 1786 года

Крест госпитальеров Святого Духа

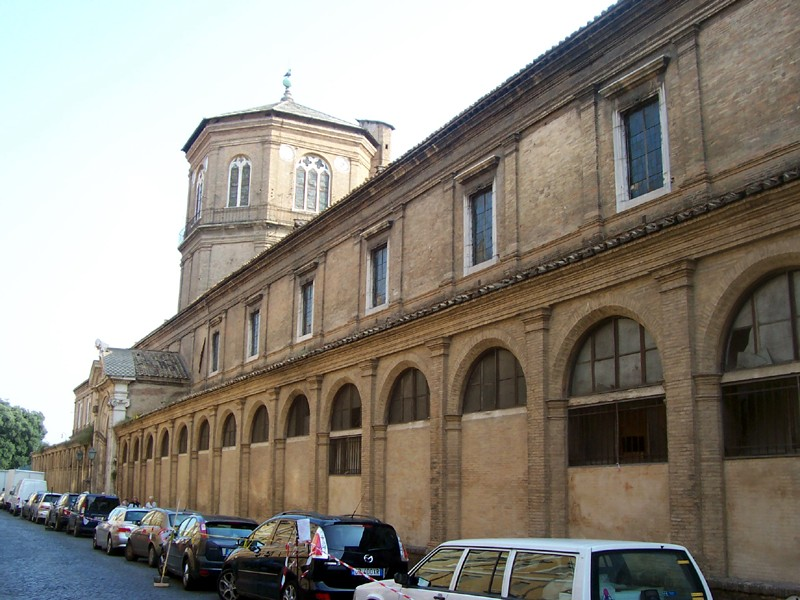
Бывший госпиталь при церкви Санто-Спирито-ин-Сассия. После упразднения Ордена Святого Духа в 1783 году — госпиталь «Ospedale Santo Spirito in Sassia» (в настоящее время не существует)

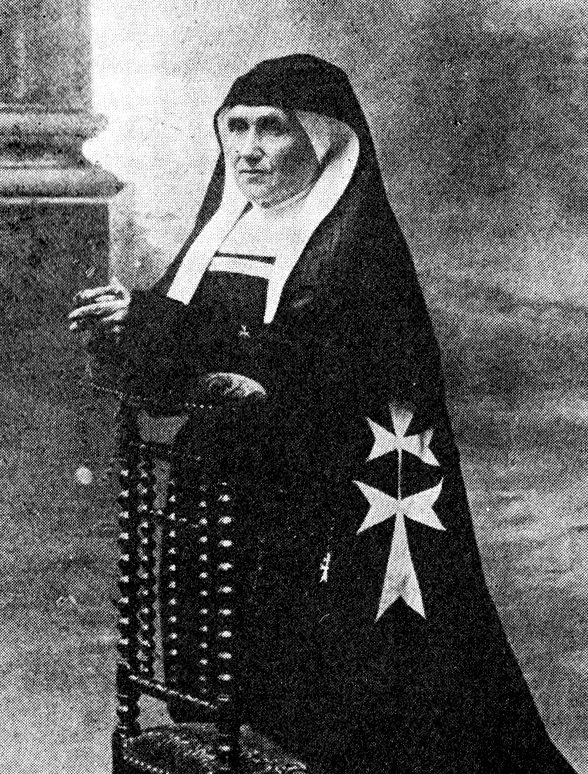
Монахиня из женской ветви Ордена Святого Духа, 1940 год (данная конгрегация сохранилась до нашего времени)

Госпитальеры Святого Духа, альтернативный вариант наименования организации — Орден Святого Духа, полное официальное наименование — Орден регулярных братьев-каноников Святого Духа из Уэссекса (лат. Ordo Fratrum Canonicorum Regularium Sancti Spiritus de Saxia) — католический монашеский орден регулярных каноников. Был основан в 1175 году и прекратил свою деятельность в 1783 году.

## История
Орден госпитальеров Святого Духа был основан в 1175 году в Монпелье, Королевство Франция. Основателем ордена был блаженный Гвидон (Guy de Montpellier; 1160—1209), который основал в Монпелье госпиталь Святого Духа для лечения бедных и нуждающихся. Гвидон собирал в госпитале брошенных детей, заботился о воспитании молодёжи и помогал нуждающимся и бедным. Госпиталь, основанный блаженным Гвидоном просуществовал в Монпелье до 1562 года, когда он был разрушен кальвинистами во время религиозных войн.
Покровителем нового ордена Гвидон избрал Святого Духа. Устав организации был написан на основе правила святого Августина. 22 апреля 1198 года Римский папа Иннокентий III в первый год своего понтификата утвердил устав Ордена Святого Духа.
В 1203 году герцог Бургундии Эд III пожертвовал Ордену Святого Духа большую денежную сумму и монахи основали первый за переделами Монпелье госпиталь в Дижоне. В 1204 году ордену была передана для попечения римская титулярная церковь Санто-Спирито-ин-Сассия. Этот храм находится на месте, где ранее до XII века располагалась благотворительная организация «Schola Saxorum» (Уэссекская школа), которую основал король Уэссекса Ине. Эта благотворительная организация помогала паломникам, прибывшим в Рим из Уэссекса. После того, как на этом месте был построен современный храм Святого Духа (Santo-Spirito), к его наименованию была добавлена приставка «in-Sassia» (в Уэссексе). Госпитальеры Святого Духа, получив в попечение эту церковь, также прибавили к официальному наименованию своего ордена приставку «из Уэссекса» (лат. de Saxia). При этой церкви госпитальеры Святого Духа основали больницу для нуждающихся, которая имела около 300 больничных мест и обслуживала около тысячи человек в день. На то время это была самая большая больница в Риме.
Госпитальеры Святого Духа занимались благотворительной деятельностью в различных странах средневековой Европы. Монахи Ордена Святого Духа воспитывали осиротевших детей, ухаживали за инвалидами, престарелыми, помогали бедным семьям, занимались бесплатными похоронами. Монахи обеспечивали бесплатное посещение паломнических мест и выкупали рабов у мусульман. В период своего расцвета орден насчитывал несколько сот до одной тысячи членов. В 1220 году госпитальеры по приглашению краковского епископа Иво Одровонжа прибыли в Польшу, где они основали госпиталь в Пронднике-Бялом. Кроме ухода за больными и благотворительной деятельности среди нуждающихся госпитальеры Святого Духа была защита христиан против вооружённых отрядов альбигойцев на юге Франции.
В 1672 году французский король Людовик XIV пытался перевести активы ордена в государственную собственность для формирования пенсионного фонда для отставных солдат. Получив отказ Святого Престола, он запретил деятельность Ордена Святого Духа на территории французского королевства. В 1693 году деятельность ордена была восстановлена во Франции. В 1708 году орден утратил свою военизированную характеристику. В 1711 году Римский папа Климент XI включил Орден Святого Духа в состав современного ордена госпитальеров святого Лазаря Иерусалимского, где он имел некоторую самостоятельность до 1783 года, когда его автономность была прекращена.

### Структура ордена
Члены ордена подразделялись на две группы. Первая группа состояла из священников и монашествующих, принесших обеты целомудрия, послушания и бедности. Вторая группа состояла из мирян, которые назывались «рыцарями». Орден возглавлял Великий магистр.
Подразделения ордена, которые назывались «госпиталями» делились на четыре категории:
- «Религиозный», который состоял из священников, женского и мужского монашества и мирян, принесших монашеские обеты (так называемые «облаты»). Глава этого подразделения носил титул «командир». Этот титул был утверждён буллой папы Александра VI в 1216 году и подтверждён буллой Николая IV в 1291 году;
- «Мирянский», который состоял из мирян, которые занимались благотворительной и медицинской деятельностью;
- «Братский», состоявший из мирян, соблюдавших общинную жизнь или принесших простые монашеские обеты. Существовали многочисленные братства, которые имели собственное наименование (например, Братство Ковчега Святого Духа). Эти братства объединяли простых мирян и представителей аристократии. Устав данных братств утвердил Римский папа Евгений IV. Членами таких братств были некоторые особы европейских королевских дворов (например, Карл VIII, Генрих VII, Елизавета Йоркская, Людовик XII);
- Подразделение «Сторонники ордена» объединяло мирян разных социальных групп, которые не приносили каких-либо обетов и поддерживали деятельность ордена различными способами. Среди «сторонников» также были представители различных европейских королевских и дворянских дворов.

## В настоящее время

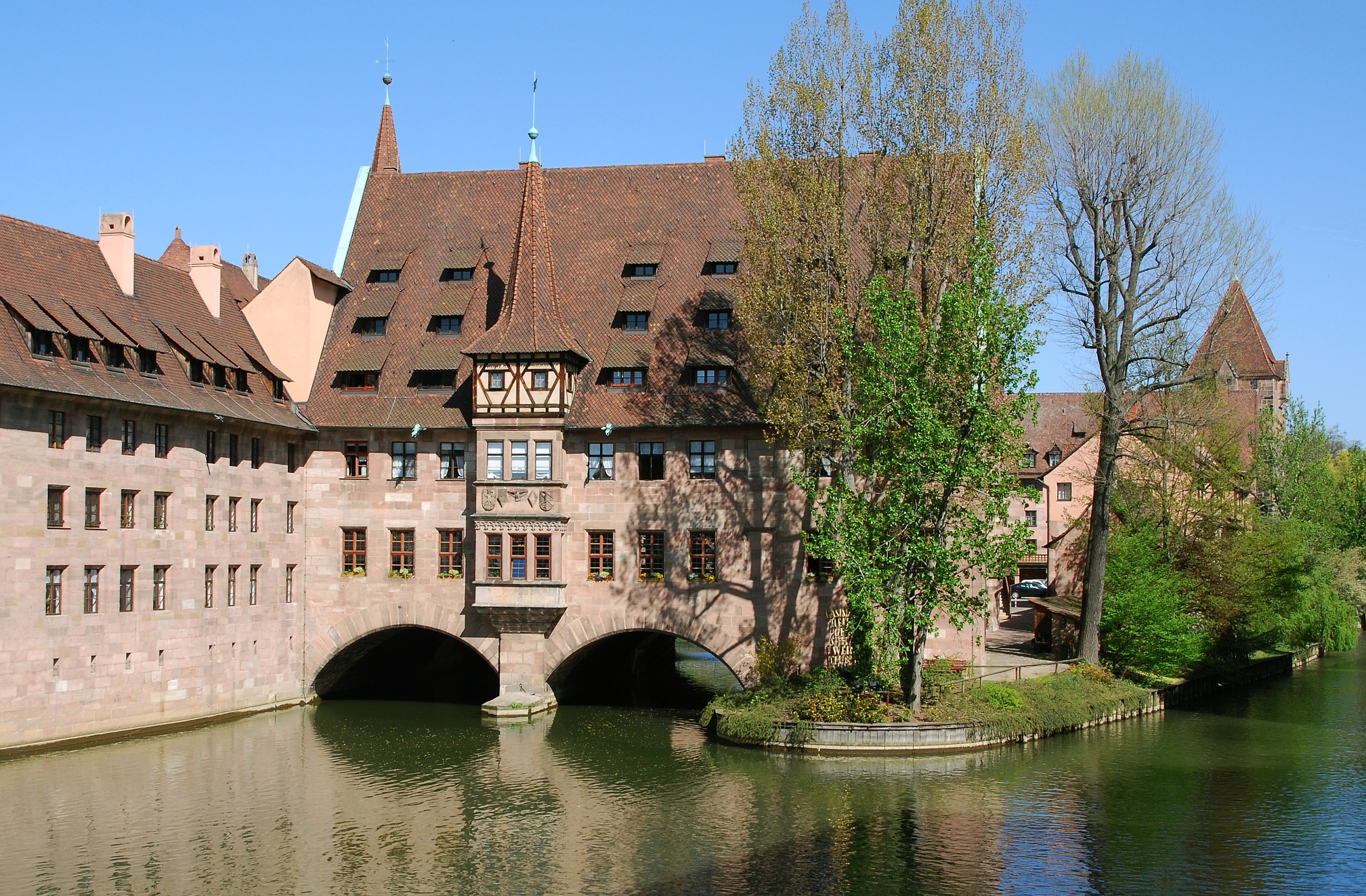
Госпиталь Святого Духа, Нюрнберг

После того, как самостоятельность Ордена Святого Духа в составе Ордена святого Лазаря Иерусалимского была упразднена, отдельные бывшие члены ордена Святого Духа организовали светскую медицинскую организацию «Arcispedale (Ospedale) di Santo Spirito» (Госпиталь Святого Духа), которая занималась медицинской деятельностью в больнице при церкви Санто-Спирито-ин-Сассия. Эта медицинская организация считает себя преемницей Ордена Святого Духа и сохранила свою деятельность до нашего времени, действуя во многих странах современной Европы.
В средние века была основана женская ветвь Ордена Святого Духа под наименованием «Сёстры-госпитальерки Святого Духа», деятельность которой сохранилась до нашего времени.